# Município de Burlington (condado de Licking, Ohio)
Localização do Ohio nos E.U.A.
O município de Burlington (em inglês: Burlington Township) é um local localizado no condado de Licking no estado estadounidense de Ohio. No ano 2010 tinha uma população de 1223 habitantes e uma densidade populacional de 18,46 pessoas por km².

## Geografia
O município de Burlington encontra-se localizado nas coordenadas 40° 13′ 28″ N, 82° 30′ 55″ O. Segundo o Departamento do Censo dos Estados Unidos, o município tem uma superfície total de 66.24 km², da qual 66,12 km² correspondem a terra firme e (0,19 %) 0,12 km² é água.

## Demografia
Segundo o censo de 2010, tinha 1223 pessoas residindo no município de Burlington. A densidade de população era de 18,46 hab./km².